# Abrigo antiaéreo

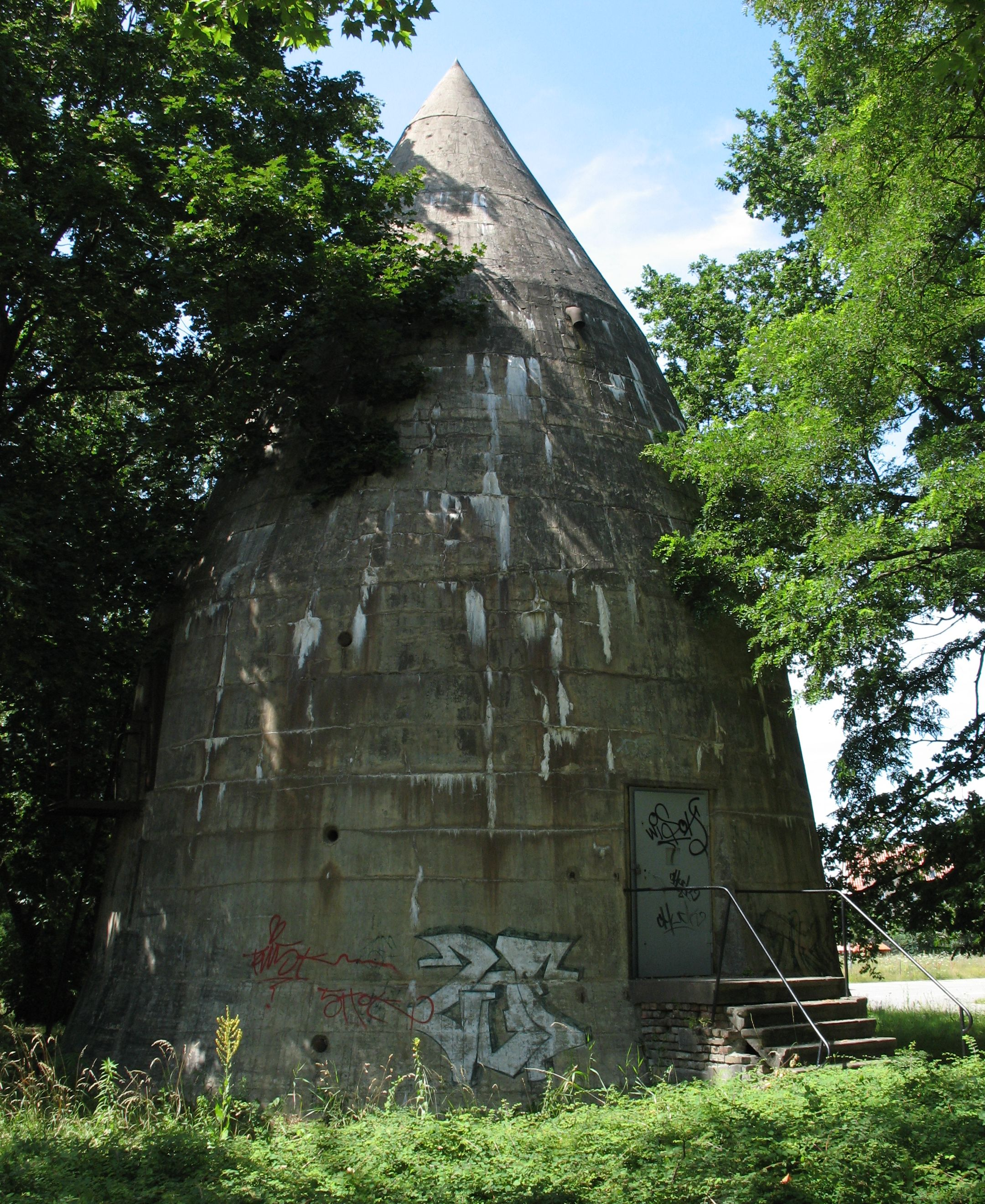
em Brandenburg an der Havel

Abrigos antiaéreos são as estruturas para a protecção da população civil, bem como os ataques militares contra o inimigo (bombardeio) a partir do ar. Eles são semelhantes às bancas em muitos aspectos, embora eles não sejam projetados para a defesa contra o ataque terrestre (muitos têm sido utilizados com sucesso como estruturas defensivas em situações deste tipo).